# 过溪亭
过溪亭，又名二老亭，是清代乾隆帝所题“龙井八景”之首，跨越龙泓涧，北面为乾隆叹“永不枯竭”的龙池。

## 历史
过溪亭始建于北宋元丰二年（1079年）。当时，天台宗高僧辩才自天竺山归隐龙井。龙井上下溪流因溪水中石类卧虎，故称虎溪。辩才为了清修，要求送客不过虎溪。但是有一天苏轼来访，二人相谈甚欢，辩才送客时一直走到了虎溪桥上，身边人连忙说辩才破戒了，辩才却笑杜甫不是有“与子成二老，来往亦风流”，于是后来虎溪桥改名过溪桥，在桥上修建了过溪亭。过去过溪亭是四角攒尖顶重檐方亭，今天的过溪亭为1916年改建而成，形制改为四角歇山顶单飞檐方亭，上书“龙井”二字，规模有所变小，充当着龙井山门的地位。2006年，杭州市政府宣布西湖综合保护工程，将恢复“龙井八景”列入工作。

## 文墨
今日的过溪亭跨溪而立，亭上匾额分别为 “龙井”“过溪亭”“二老亭”，楹联作“三笑曾留遗迹，片时暂息行踪”，三笑不禁对应辩才过虎溪之笑，还回应东晋高僧惠远在庐山东林寺的“虎溪三笑”典故。“虎溪三笑”的典故本身代表了三教合一后文人墨客“跨越信仰，知己难求”，将过溪桥下溪水称之为虎溪并不一定属实，苏轼在这里有自比陶渊明遇见惠远的意味。